# Novísima recopilación
 (juillet 2013).
La Novísima recopilación de leyes de España (Toute nouvelle compilation des lois d’Espagne en espagnol), éditée en 1805, est une systématisation du droit espagnol, également employée comme texte d’étude au cours du XIXe siècle. Elle est l'héritière de la Nueva recopilación (es) de 1567, plusieurs fois critiquée. Elle est le produit de travaux entamés au XVIIIe siècle, dans un contexte de montée en importance des spécialistes de la codification et un renouveau du mouvement d'érudition.

## Historique
L’absence d’un corpus légal complet et à jour amène Charles IV d’Espagne en 1799 à demander à Juan de Reguera Valdelomar de préparer un nouveau supplément, la Novísima recopilación. Pour réaliser ce travail, Valdelomar utilise le matériel de Lardizábal et de la commission de la compilation. Il achève ses travaux en 1802 et propose un plan distinct, dans une approche plus méthodique de la législation. Le projet est accepté et la Novísima recopilación de las leyes de España est promulguée le 15 juillet 1805.
La Novísima recopilación devient un texte fondamental d’étude du droit, puisque les Bourbons parviennent à introduire dans les universités le droit royal, en particulier face au droit commun romain. Elle demeure le texte législatif en vigueur et de référence jusqu'à la promulgation du Code civil espagnol en 1889.  

## Structure et contenu
L’ouvrage regroupe 4 044 lois et arrêts structurées en 340 titres formant douze livres. Elle contient un index détaillé des sujets et dispositions. Les livres I à IX portent sur le droit administratif ainsi que sur l'organisation du Royaume. Le livre X détaille le droit civil alors que le livre XI concerne la procédure civile. Enfin, le livre XII traite du droit pénal.
Sommaire de la Nueva recopilación
- Livre I. De la sainte Église.
- Livre II. De la juridiction ecclésiastique.
- Livre III. Du roi et de la cour.
- Livre IV. De la royale juridiction ordinaire.
- Livre V. Des chancelleries et  tribunaux du royaume : ses ministres et officiers.
- Livre VI. Des vassaux.
- Livre VII. Du peuple et de son gouvernement civil, économique et politique.
- Livre VIII. Des sciences, arts et métiers.
- Livre IX. Du commerce, de la monnaie et des mines.
- Livre X. Des contrats et obligations, testaments et héritages.
- Livre XI. Des procédures civiles, ordinaires et exécutives.
- Livre XII. Des crimes et leurs peines et des procédures criminelles.

## Critiques
Pour certains critiques, elle comporte de grandes lacunes et ne répond pas aux façons de faire et attentes de son temps, notamment parce qu'elle reprend le système de retranscription traditionnelle, abonde d’insuffisances et de contradictions, omet certaines lois ou en répète d’autres ou encore cite des auteurs sans indiquer les sources exactes. Cette approche est très différente de celle de la France qui met en place au cours de la même période, le Code civil napoléonien. Par exemple, Francisco Martínez Marina qualifie la Novísima recopilación de « vaste masse élevée de décombres et de ruines; édifice monstrueux, composée de parties hétéroclites et désordonnées, gerbage de lois désuètes et modernes ».

## Éditions
- (es) Novísima recopilación: Livres I et II; III, IV et V; VI et VII; VIII et IX; X, XI et XII (Université de Séville
- (es) Biblioteca Virtual del Patrimonio Bibliográfico, Ministerio de educación, cultura y deporte de España